# Drymobius melanotropis
Drymobius melanotropis (рейсер лісовий чорний)— вид неотруйних змій родини вужеві.

## Поширення
Вид поширений Коста-Риці, Гондурасі, Нікарагуа та  Панами.

## Опис
Тіло завдовжки до 124 см.